# Omakau
Omakau (a veces escrito Ōmakau) es un asentamiento en Otago Central, Nueva Zelanda, ubicado entre Alexandra y Ranfurly, en la orilla noroeste del río Manuherikia. El asentamiento más pequeño de Ophir se encuentra en la orilla opuesta, tres kilómetros al sureste.
Ōmakau es el nombre maorí de una colina cercana, Blackstone Hill, y también es el nombre maorí de Idaburn. Desde entonces, Omakau se ha aplicado a la región en general y al asentamiento. El Ministerio de Cultura y Patrimonio de Nueva Zelanda traduce Ōmakau como "perteneciente a marido y mujer".
Omakau creció cuando se inauguró el ferrocarril central de Otago en 1904. Hoy en día, Omakau tiene una población de 400 habitantes (2024) y es una parada tanto en la carretera estatal 85 como en el Otago Rail Trail.
En Omakau se encuentran numerosos edificios históricos, incluyendo el hotel local construido en 1898 y la iglesia católica. Omakau también alberga la Exposición A&P de Otago Central en el dominio local, que atrae a visitantes de todo el país en febrero.

## Demografía
Omakau es descrito como un asentamiento rural por Statistics New Zealand. El área urbana de Omakau (entre las calles Alton y Harvey) abarca 0,38 kilómetros cuadrados y tenía una población de 141 habitantes en el censo de Nueva Zelanda de 2018. La descripción de Statistics New Zealand se refiere a un área más grande que incluye Ophir, que abarca 21,47 kilómetros cuadrados. Esta área más grande tenía una población estimada de 400 en junio de 2024, con una densidad de población de 19 habitantes por km2. Es parte del área estadística mucho más grande de los valles Manuherikia-Ida.
Omakau y sus alrededores tenían una población de 336 en el censo de Nueva Zelanda de 2018, un aumento de 39 personas (13,1%) desde el censo de 2013. Había 138 hogares, compuestos por 171 hombres y 165 mujeres, lo que resulta en una proporción sexual de 1,04 hombres por mujer, con 57 personas (17,0%) menores de 15 años, 33 (9,8%) de entre 15 y 29 años, 147 (43,8%) de entre 30 y 64 años, y 99 (29,5%) de 65 años o más.
Las etnias eran: 91,1% europeos/pakehā, 8,9% maoríes, 0,9% pasifikas, 2,7% asiáticos y 0,9% de otras etnias. Las personas pueden identificarse con más de una etnia.
Aunque algunas personas optaron por no responder la pregunta del censo sobre su afiliación religiosa, el 46,4% no tenía religión, el 47,3% era cristiano, el 0,9% era hindú y el 0,9% tenía otras religiones.
De las personas mayores de 15 años, 30 (10,8%) tenían una licenciatura o un título superior, y 72 (25,8%) no contaban con ninguna cualificación formal. 24 personas (8,6%) ganaban más de 70 000 dólares, en comparación con el 17,2% a nivel nacional. La situación laboral de las personas mayores de 15 años era: 132 (47,3%) trabajaban a tiempo completo, 69 (24,7%) a tiempo parcial y 3 (1,1%) estaban desempleadas.

### Valles de Manuherikia-Ida
El área estadística de los valles Manuherikia-Ida incluye Omakau y cubre 2 511,47 kilómetros cuadrados.
Tenía una población estimada de 1 360 en junio de 2024, con una densidad de población de 0.54 personas por km2.
Los valles de Manuherikia-Ida tenían una población de 1 119 habitantes en el censo de Nueva Zelanda de 2018, un aumento de 99 personas (9,7%) desde el censo de 2013 y de 159 personas (16,6%) desde el censo de 2006. Había 441 hogares, compuestos por 594 hombres y 519 mujeres, lo que resulta en una proporción de sexos de 1,14 hombres por mujer. La mediana de edad era de 43,9 años (en comparación con los 37,4 años a nivel nacional), con 219 personas (19,6%) menores de 15 años, 132 (11,8%) de entre 15 y 29 años, 564 (50,4%) de entre 30 y 64 años, y 204 (18,2%) de 65 años o más.
Las etnias eran: 93,3% europeas/pakehā, 8,0% maoríes, 0,5% pasifikas, 1,6% asiáticas y 2,1% de otras etnias. Las personas pueden identificarse con más de una etnia.
El porcentaje de personas nacidas en el extranjero fue del 10,5%, en comparación con el 27,1% a nivel nacional.
Aunque algunas personas optaron por no responder la pregunta del censo sobre su afiliación religiosa, el 54,7% no tenía religión, el 37,3% era cristiano, el 0,3% era hindú, el 0,3% era budista y el 0,3% tenía otras religiones.
De las personas de al menos 15 años, 162 (18,0%) tenían una licenciatura o un título superior, y 171 (19,0%) no contaban con ninguna titulación formal. La mediana de ingresos fue de 33 900 dólares, en comparación con 31,800 dólares a nivel nacional. 90 personas (10,0%) ganaron más de 70,000 dólares, en comparación con el 17,2% a nivel nacional. La situación laboral de las personas de al menos 15 años era: 519 (57,7%) trabajaban a tiempo completo, 180 (20,0%) a tiempo parcial y 9 (1,0%) estaban desempleadas.

## Educación
La Escuela Omakau es una escuela primaria estatal mixta para estudiantes de 1.º a 8.º año en el sistema educativo neozelandés, con una matrícula de 81 alumnos en marzo de 2025. La escuela abrió sus puertas en 1935 y es la única que queda de las 13 escuelas que en un momento dado sirvieron al área del Valle de Manuherikia.